# Сан-Мартинью (Фуншал)
Сан-Мартинью (порт. São Martinho) — район (фрегезия) в Португалии, входит в округ Мадейра. Расположен на острове Мадейра. Является составной частью муниципалитета Фуншал. Население составляет 20 636 человек на 2001 год. Занимает площадь 8,06 км².